# انوشکا سن
انوشکا سن (انگلیسی: Anushka Sen)؛ (زادهٔ ۴ اوت ۲۰۰۲) بازیگر تلویزیون و مدل هندی است که برای ظاهر شدن در نقش مِهر در نمایش فانتزی بچه‌ها، بال ویر، شناخته می‌شود. او هم چنین نقش مانیکارنیکا رائو/رانی لاکشمی بای را در سریال تلویزیونی تاریخی درام هندی ملکهٔ جانسی و فیلم خانواده دیوانه کوکاد بازی کرده‌است.

## زندگی شخصی
انوشکا سن در رانچی در یک خانواده بنگالی بایدیا زاده شد، بعد همراه با خانواده به بمبئی نقل مکان کرد. او در مدرسه بین‌المللی رایان، کاندیولی تحصیل کرد و در دوازدهمین آزمون استاندارد هیئت مدیره سی بی اس یی (CBSE)، به عنوان دانشجوی بازگانی، امتیاز ۸۹٫۴ درصد را کسب کرد. از سال ۲۰۲۱، او در حال تحصیل در رشته فیلم‌شناسی در، کالج علوم و بارزگانی تاکور بمبئی، است.

## مسیر شغلی
سن، اولین کار بازیگری خود را در سال ۲۰۰۹ به عنوان هنرمند خردسال در سریال من کودکی ام را اینجا سپری کرده‌ام، محصول شبکه زی تی وی آغاز کرد. در سال ۲۰۱۲، با بازی در نقش مهر در سریال تلویزیونی بال ویر به محبوبیت دست یافت. در سال ۲۰۱۵، در فیلم بالیوود خانواده دیوانه کوکاد ظاهر شد.
او در سریالهای تلویزیونی عشق از طریق اینتزنت و ارباب اربابان..مهادیو بازی کرده‌است. او در فیلم درام تاریخی لحاف ظاهر شده‌است و همچنین در فیلم کوتاه سامادیتی بازی کرده‌است. در سال ۲۰۲۰، او بازیگر اصلی در برنامهٔ تلویزیونی روزی نوبت من هم خواهد رسید بود، ولی بعد از سه هفته آن را ترک کرد. او در چند موزیک ویدیو حضور یافته‌است.
او برای بازیگری در نقش شخصیت تاریخی مانیکارنیکا رائو، معروف به رانی لاکشمی بای در سریال سال ۲۰۱۹، ملکهٔ جانسی شناخته شده‌است.
در ماه مه ۲۰۲۱، او در برنامهٔ تلوزیونی فیر فاکتور: بازیگر خطرها۱۱ که مبتنی بر دلیری و شیرین‌کاری است، شرکت کرد که در هفتهٔ هفتم حذف شد. او جوان‌ترین شرکت کننده ای بود که در این برنامه حضور داشت.

## فیلم‌شناسی
فیلم‌ها
| سال  | نام فیلم             | نقش              | نکات | مرجع.  |
| ---- | -------------------- | ---------------- | ---- | ------ |
| ۲۰۱۵ | خانواده دیوانه کوکاد | بی‌نام            |      | [ ۹ ]  |
| ۲۰۱۹ | لحاف                 | عصمت چوگتای جوان |      | [ ۱۰ ] |

تلویزیون
| سال       | نام برنامه                       | نقش                     | نکات     | مرجع.  |
| --------- | -------------------------------- | ----------------------- | -------- | ------ |
| ۲۰۰۹      | من کودکی ام را اینجا سپری کرده‌ام | میستی                   |          | [ ۱۱ ] |
| ۲۰۱۱      | ارباب اربابان..مهادیو            | پارواتی خردسال          |          | [ ۱۱ ] |
| ۲۰۱۶–۲۰۱۲ | بال ویر                          | مهر داگلی / بال ساخی    |          | [ ۱۲ ] |
| ۲۰۱۸      | عشق از طریق اینتزنت              | دیه ورما                |          | [ ۱۳ ] |
| ۲۰۱۹      | ملکهٔ جانسی                       | مانیکارنیکا "مانو" رائو |          | [ ۶ ]  |
| ۲۰۲۱      | فیر فاکتور: بازیگر خطرها۱۱       | شرکت کننده              | مقام نهم | [ ۱۴ ] |